# Tribolodon nakamurai
Tribolodon nakamurai är en fiskart som beskrevs av Tôhei Doi och Shinzawa 2000. Tribolodon nakamurai ingår i släktet Tribolodon och familjen karpfiskar. Inga underarter finns listade i Catalogue of Life.